# Darkness Within : À la poursuite de Loath Nolder
Darkness Within : À la poursuite de Loath Nolder est un jeu vidéo développé par Zoetrope Interactive pour le compte de Lighthouse Interactive, sorti en 2007. Il a pour suite Darkness Within 2: The Dark Lineage.
Le jeu est sorti le 14 novembre 2014 sur la plate-forme Steam.

## Synopsis du jeu
Dans Darkness Within : À la poursuite de Loath Nolder, vous serez placés dans la peau du détective Howard E. Loreid et vous devrez résoudre le meurtre de Clark Field, une personne intéressée par tout ce qui touchait à l'occulte. En première place dans votre liste de suspects se trouve Loath Nolder, un détective privé de renom qui a mystérieusement abandonné sa dernière affaire pour des raisons inconnues.

## Accueil
- Adventure Gamers : 2,5/5[1]